# Salpidae
Las salpas son una familia de tunicados de la familia Salpidae, en forma de barril y de libre flotación. Se desplaza por contracción, bombeando agua a través de su gelatinoso cuerpo. La salpa fuerza el paso del agua bombeada a través de sus filtros alimentarios internos, alimentándose del fitoplancton que filtra del agua.

## Distribución
Son comunes en mares ecuatoriales, templados y fríos, donde pueden ser vistos en la superficie, tanto en solitario como encadenadas en largas colonias. Las mayores concentraciones de sálpidos están en el océano Antártico. Allí en ocasiones forman enormes enjambres, con frecuencia en aguas profundas, siendo a veces más abundantes que el krill. A lo largo del siglo XX, mientras las poblaciones de krill en el océano Antártico fueron declinando, las poblaciones de sálpidos parecían incrementarse.

## Historia vital
Los sálpidos tienen un complejo ciclo vital, con una alternancia generacional obligatoria. Ambas fases del ciclo vital coexisten en el mar; aunque su aspecto sea muy diferente, ambas son principalmente animales transparentes, tubulares y gelatinosos, midiendo típicamente entre uno y diez centímetros. La fase vital solitaria, también conocida como oozoide, es un único animal con forma de barril que se reproduce asexualmente creando cadenas de decenas a centenares de individuos, que se separan del padre siendo aún pequeños. La cadena de salpas es la fase "agregada" del ciclo vital. Los individuos agregados son también conocidos como blastozoides; permanecen unidos mientras nadan y se alimentan, y cada individuo va creciendo en tamaño. Cada blastozoide en la cadena se reproduce sexualmente, con un oozoide embrionario creciendo unido a las paredes del cuerpo del padre. Los blastozoides son hermafroditas secuenciales, que maduran en primer lugar como hembras, y luego son fertilizadas por gametos masculinos producidos por cadenas más viejas. Los oozoides acaban separándose de sus padres blastozoides, pasando a alimentarse y crecer en su fase solitaria asexuada, cerrando así el ciclo vital de las salpas.

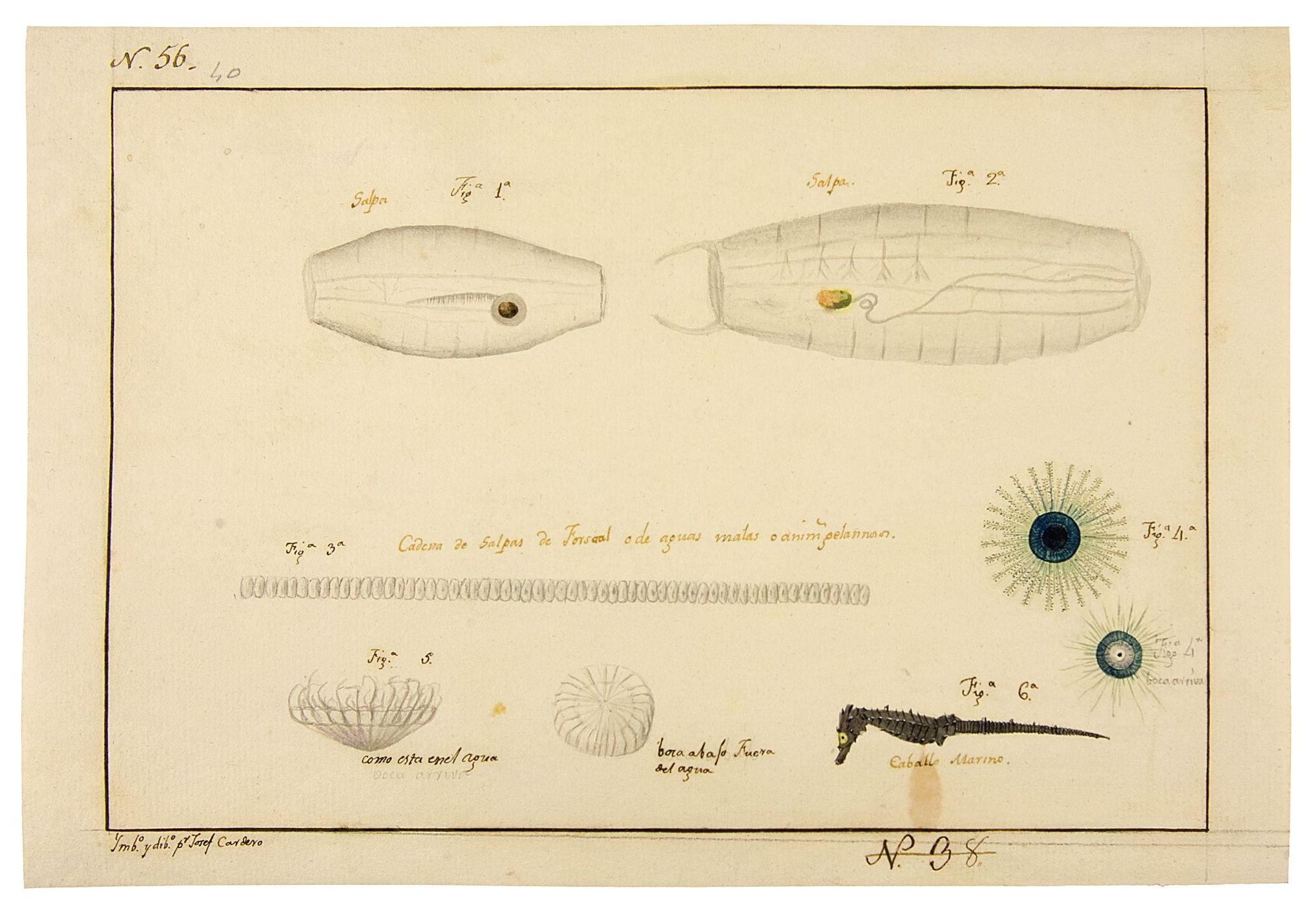
Dibujo de salpas de la Expedición Malaspina

La alternancia generacional permite un paso generacional rápido, conviviendo y alimentándose juntos tanto los individuos solitarios como las cadenas agregadas. Cuando el fitoplancton es abundante, esta reproducción tan rápida conduce a una breve abundancia de salpas, que con el tiempo acaba filtrando la mayor parte del fitoplancton. La abundancia acaba cuando ya no hay suficiente comida para mantener la enorme población de salpas.

## Importancia oceanográfica

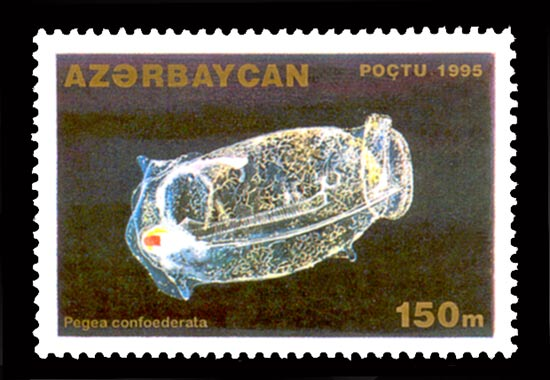
Pegea confederata en un sello de correos de Azerbaiyán de 1995.

Una de las razones para el éxito de las salpas es cómo responden a súbitas abundancias de fitoplancton. Cuando hay mucha comida, las salpas producen rápidamente clones, que recogen el fitoplancton y pueden crecer a un ritmo que es probablemente más rápido que el de cualquier otro animal multicelular, eliminando rápidamente el fitoplancton del mar. Pero si el fitoplancton es demasiado denso, las salpas pueden atascarse y hundirse en el fondo. Durantes estas abundancias, las playas pueden volverse viscosas con matas de cuerpos de salpas, y otras especies de plancton pueden experimentar fluctuaciones en su número debido a la competencia con las salpas.
El hundimiento de las heces y los cuerpos de las salpas puede llevar carbono al fondo del mar. Las salpas son lo bastante abundantes como para tener un efecto en el ciclo del carbono oceánico en caso de haber grandes cambios en su abundancia o distribución, lo que puede desempeñar un papel en el cambio climático.

## Sistema nervioso y relaciones con otros animales
Las salpas están emparentadas con los grupos de tunicados pelágicos doliolida y pyrosoma, así como con otros tunicados del fondo del mar.
Aunque las salpas parecen similares a las medusas por la forma tan simple de sus cuerpos y su modo de vida de flotación libre, estructuralmente se parecen más a los vertebrados, animales con verdadera columna vertebral.
Las salpas parecen tener una forma preliminar a los vertebrados, y se utilizan como punto de partida en modelos de cómo evolucionaron los vertebrados. Los científicos especulan con que los diminutos grupos nerviosos en las salpas son una de las primeras versiones de un primitivo sistema nervioso, que con el tiempo evolucionó hacia el más complejo sistema nervioso central propio de los vertebrados.
Thurston Lacalli y Linda Holland han realizado estudios de los cerebros de los sálpidos, y se han publicado en Philosophical Transactions of the Royal Society of London.

## Clasificación
Según WORMS:
Orden Salpida
- Familia Salpidae Lahille, 1888
  - Subfamilia Cyclosalpinae Yount, 1954
    - Género Cyclosalpa de Blainville, 1827[3]
      - Cyclosalpa affinis (Chamisso, 1819)
      - Cyclosalpa bakeri Ritter, 1905
      - Cyclosalpa foxtoni Van Soest, 1974
      - Cyclosalpa ihlei  van Soest, 1974
      - Cyclosalpa pinnata (Forskål, 1775)
      - Cyclosalpa polae  Sigl, 1912
      - Cyclosalpa quadriluminis  Berner, 1955
      - Cyclosalpa sewelli  Metcalf, 1927
      - Cyclosalpa strongylenteron  Berner, 1955

    - Género Helicosalpa  Todaro, 1902[4]
      - Helicosalpa komaii   (Ihle & Ihle-Landenberg, 1936)
      - Helicosalpa virgula   (Vogt, 1854)
      - Helicosalpa younti   Kashkina, 1973

  - Subfamilia Salpinae Lahille, 1888
    - Género Brooksia Metcalf, 1918 [5]
      - Brooksia berneri  van Soest, 1975
      - Brooksia rostrata  (Traustedt, 1893)

    - Género Ihlea Metcalf, 1919[6]
      - Ihlea magalhanica   (Apstein, 1894)
      - Ihlea punctata   (Forskål, 1775)
      - Ihlea racovitzai   (van Beneden & Selys Longchamp, 1913)

    - Género Metcalfina Ihle & Ihle-Landenberg, 1933[7]
      - Metcalfina hexagona   (Quoy & Gaimard, 1824)

    - Género Pegea Savigny, 1816[8]
      - Pegea bicaudata  (Quoy & Gaimard, 1826)
      - Pegea confederata (Forsskål, 1775)

    - Género Ritteriella Metcalf, 1919[9]
      - Ritteriella amboinensis  (Apstein, 1904)
      - Ritteriella picteti (Apstein, 1904)
      - Ritteriella retracta  (Ritter, 1906)

    - Género Salpa Forskål, 1775[10]
      - Salpa aspera  Chamisso, 1819
      - Salpa fusiformis Cuvier, 1804
      - Salpa gerlachei  Foxton, 1961
      - Salpa maxima Forskål, 1775
      - Salpa thompsoni (Foxton, 1961)
      - Salpa tuberculata  Metcalf, 1918
      - Salpa younti  van Soest, 1973

    - Género Soestia Kott, 1998[11]
      - Soestia cylindrica  (Cuvier, 1804)
      - Soestia zonaria  (Pallas, 1774)

    - Género Thalia Blumenbach, 1798[12]
      - Thalia cicar  van Soest, 1973
      - Thalia democratica Forskål, 1775
      - Thalia longicauda Quoy & Gaimard, 1824
      - Thalia orientalis Tokioka, 1937
      - Thalia rhinoceros Van Soest, 1975
      - Thalia rhomboides Quoy & Gaimard, 1824
      - Thalia sibogae Van Soest, 1973

    - Género Thetys Tilesius, 1802[13]
      - Thetys vagina Tilesius, 1802

    - Género Traustedtia Metcalf, 1918[14]
      - Traustedtia multitentaculata Quoy & Gaimard, 1834

    - Género Weelia Yount, 1954[15]
      - Weelia cylindrica  (Cuvier, 1804)